# Joint snake
 (février 2023).
Si vous disposez d'ouvrages ou d'articles de référence ou si vous connaissez des sites web de qualité traitant du thème abordé ici, merci de compléter l'article en donnant les références utiles à sa vérifiabilité et en les liant à la section « Notes et références ».
Le joint snake est une créature folklorique du sud des États-Unis. Ce serpent est supposé pouvoir se casser ou être coupé en morceaux et se ré-assembler. Ce mythe est probablement basé sur la particularité des orvets qui peuvent régénérer leur queue après qu'elle s'est cassée. De nombreux lézards sont parfois appelés « joint snakes ». Cette croyance pourrait également avoir un lien avec l'Hydre de Lerne de la mythologie grecque.